# Tekken 2
Tekken 2 (1995 jako automatovka; 1996 pro konzole) navazuje na úspěšný první díl série. Dosáhl značného obchodního úspěchu, když jej bylo prodáno na 3 miliony kusů. 24 týdnů se držel na špici nejprodávanější arkády v USA.

## Rozdíly oproti předchozí verzi
Oproti prvnímu dílu přibylo devět nových postav a několik pohybů. Naproti tomu stejně jako u svého předchůdce, používá hra pre-renderované (předvypočítané) scény s „nekonečnou“ herní plochou. To znamená, že je možný neustálý pohyb do stran bez možnosti dosažení limitu prostoru.
Rozšířila se škála pohybů, postavám přibyla možnost úkroků (v předchozí verzi měl tuto možnost pouze Kazuya Mishima). Novou vlastností je též „zašlápnutí“ protivníka, pokud se dotyčná postava rozeběhne proti němu z větší vzdálenosti. Za zmínku stojí také to, že tento díl má oproti svému předchůdci o poznání více ponurou atmosféru.

## Dějová linie
V mystickém zápase o titul prvního krále turnaje železné pěsti (King of the Iron Fist Tournament; japonsky se železná pěst řekne … Tekken) Kazuya Mishima poráží svého otce, Heihachi Mishima a shazuje ho za bouřky a hromobití z mořského útesu. Tady začíná úvodním intrem druhý díl série. Heihachi šplhá po ostrých kamenech útesu nahoru, Kazuya se mezitím stává tím, kdo kontroluje mocný konglomerát Mishima Zaibatsu. Když se doslechne, že Heihachi žije, vyhlásí druhý turnaj o titul krále železné pěsti. Stane se tak přesně dva roky po prvním klání.

## Rozmanitost
Tekken 2 měl jako první bojová arkáda u každé z obsažených postav vlastní outro. Na svou dobu a žánr obsahoval také nevídané herní módy:
- Survival – postava postupně bojuje se všemi NPC turnaje, nesmí ani jednou prohrát. Boduje se počet poražených NPC.
- Time Attack – postava postupně bojuje se všemi NPC turnaje v klasickém soubojovém stylu (nastavitelné množství kol na zápas) na čas. Boduje čas, za který hráč porazí všechny NPC včetně bossů.
- Team Battle – spoluhráči proti sobě postaví týmy buď ručně nebo náhodně vybraných postav a formou „každý s každým“ postupně podnikají vzájemné zápasy. Komu nezbude žádná neporažená postava, prohrává.
- Practice Mode – tréninkový mód pro seznámení s pohybovou škálou vybrané postavy

## Obchodní úspěch
Tekken 2 vyšel v USA dubnu roku 1996, právě když firma Nintendo vydala svoji konzoli Nintendo 64. Během prvního dne se prodalo na 250 tisíc kopií hry, což byl dobový rekord.

## Soundtrack
| Namco Game Sound Express Vol. 26 – Tekken 2 | Namco Game Sound Express Vol. 26 – Tekken 2 | Namco Game Sound Express Vol. 26 – Tekken 2 |
| stopa číslo                                 | název stopy                                 | délka stopy                                 |
| ------------------------------------------- | ------------------------------------------- | ------------------------------------------- |
| 1                                           | Tekken 2 Attrack Movie Soundtrack           | 0:21                                        |
| 2                                           | Fighter Select                              | 0:43                                        |
| 3                                           | Michelle Chang – Spirited Female Warrior    | 2:08                                        |
| 4                                           | Yoshimitsu – Bionic Space Ninja             | 2:07                                        |
| 5                                           | King – Beast Priest                         | 2:31                                        |
| 6                                           | Lei Wulong – Super Police                   | 2:23                                        |
| 7                                           | Nina Williams – Silent Assassin             | 2:17                                        |
| 8                                           | Marshall Law – Legend of Dragon Reborn      | 1:57                                        |
| 9                                           | Paul Phoenix – Hot Blooded Warrior          | 2:10                                        |
| 10                                          | Jack2 – Super Killing Weapon                | 3:09                                        |
| 11                                          | Jun Kazama – Ecological Fighter             | 2:35                                        |
| 12                                          | Baek Doo San – Killing Hawk                 | 1:59                                        |
| 13                                          | Heihachi Mishima – King of the Iron Fist    | 2:34                                        |
| 14                                          | Middle Boss                                 | 2:23                                        |
| 15                                          | Kazuya Mishima – Devil Kazuya               | 2:17                                        |
| 16                                          | Ending BGM                                  | 1:22                                        |
| 17                                          | Sound FX Box                                | 0:48                                        |
| Victor Entertainment Inc.                   |                                             |                                             |
| VICL-15050                                  |                                             |                                             |
| Arcade Original Soundtrack                  |                                             |                                             |